# Milton Campbell (400 mètres)
Pour les articles homonymes, voir Milton Campbell et Campbell.
Milton Campbell (né le 15 mai 1976 à Atlanta) est un athlète américain spécialiste du 400 mètres.

## Carrière
En 1999, Milton Campbell remporte la médaille d'or du relais 4 × 400 mètres des Championnats du monde en salle de Maebashi aux côtés de Dameon Johnson, Deon Minor et Andre Morris. L'équipe des États-Unis établit à cette occasion un nouveau record du monde de la discipline avec le temps de 3 min 02 s 83. Aligné par ailleurs en individuel, il se classe deuxième de l'épreuve du 400 mètres derrière le Britannique Jamie Baulch.
Il se classe deuxième du 400 mètres lors des mondiaux en salle de Lisbonne, en 2001, s'inclinant à cette occasion face au Britannique Daniel Caines. Lors de l'édition suivante, à Birmingham en 2003, Campbell s'adjuge un nouveau titre mondial du relais 4 × 400 m en compagnie de James Davis, Jerome Young et Tyree Washington dans le temps de 3 min 04 s 09, mais l'équipe américaine est finalement disqualifiée à la suite du dopage avéré de Jerome Young.
Il remporte le 400 m des Championnats des États-Unis en salle en 2004 et 2006. 
En 2006, Milton Campbell remporte la médaille d'or du 4 × 400 m des Championnats du monde en salle de Moscou, signant son troisième succès dans cette épreuve. L'équipe américaine, composée par ailleurs de Tyree Washington, 
LaShawn Merritt et Wallace Spearmon, s'impose en 3 min 03 s 24 devant la Pologne et la Russie.

## Records personnels
- 400 m : 44 s 67  (1997)
- 400 m (salle) : 45 s 60 (1999).

## Palmarès
| Année | Compétition                    | Lieu     | Place | Épreuve   |
| ----- | ------------------------------ | -------- | ----- | --------- |
| 1999  | Championnats du monde en salle | Maebashi | 2e    | 400 m     |
| 1999  | Championnats du monde en salle | Maebashi | 1er   | 4 × 400 m |
| 2001  | Championnats du monde en salle | Lisbonne | 2e    | 400 m     |
| 2004  | Championnats du monde en salle | Budapest | 5e    | 400 m     |
| 2006  | Championnats du monde en salle | Moscou   | 5e    | 400 m     |
| 2006  | Championnats du monde en salle | Moscou   | 1er   | 4 × 400 m |